# ルイス・ウォルター・アルヴァレズ
ルイス・ウォルター・アルヴァレズ（'Luis Walter Alvarez [ˈluɪs ˈwɔ:ltər ˈælvərɛz], 1911年6月13日・サンフランシスコ - 1988年9月1日）はアメリカの物理学者。専門分野以外で恐竜の隕石衝突による絶滅説を提唱したことでも有名である。線形加速器の形式の一つ「アルバレ型リニアック」にも名前を残している。
1968年、水素泡箱の利用による共鳴状態の発見など、素粒子物理学への貢献によりノーベル物理学賞を受賞した。
祖父はスペイン出身の医学者、ルイス・フェルナンデス・アルバレス。息子は、アメリカ合衆国の地質学者、ウォルター・アルバレス。

## 人物
サンフランシスコ出身。1936年にシカゴ大学でPh.D.を取得したのち、アーネスト・ローレンスのもとで放射線研究所（現在のローレンス・バークレー国立研究所）に勤務。電子捕獲の研究を行う。
1930年代にアルヴァレズは理論物理学者ブロッホと協力して、中性子磁気モーメントの測定に成功し、1940年に報告した。
1943年から1944年にはマンハッタン計画に参加し、シカゴ大学とロスアラモス研究所でプルトニウム原子爆弾の爆縮レンズに使用する起爆電橋線型雷管を開発した。
1945年7月16日にアメリカ合衆国で行なわれた人類最初の核実験であるトリニティ実験（トリニティじっけん、英語: Trinity）では実験場から40Kmほど離れた上空のB-29爆撃機（観測機）から爆発威力を測定し観察した。そのときの2枚のスケッチを含む報告文が残されている。
　1945年8月6日の広島市への原子爆弾投下の際には観測機B-29グレート・アーティストに搭乗し、人類初の実戦での核兵器使用を目撃し、爆発威力をラジオゾンデ3個を使って測定した。完成したラジオゾンデを囲んで撮影した写真がある。

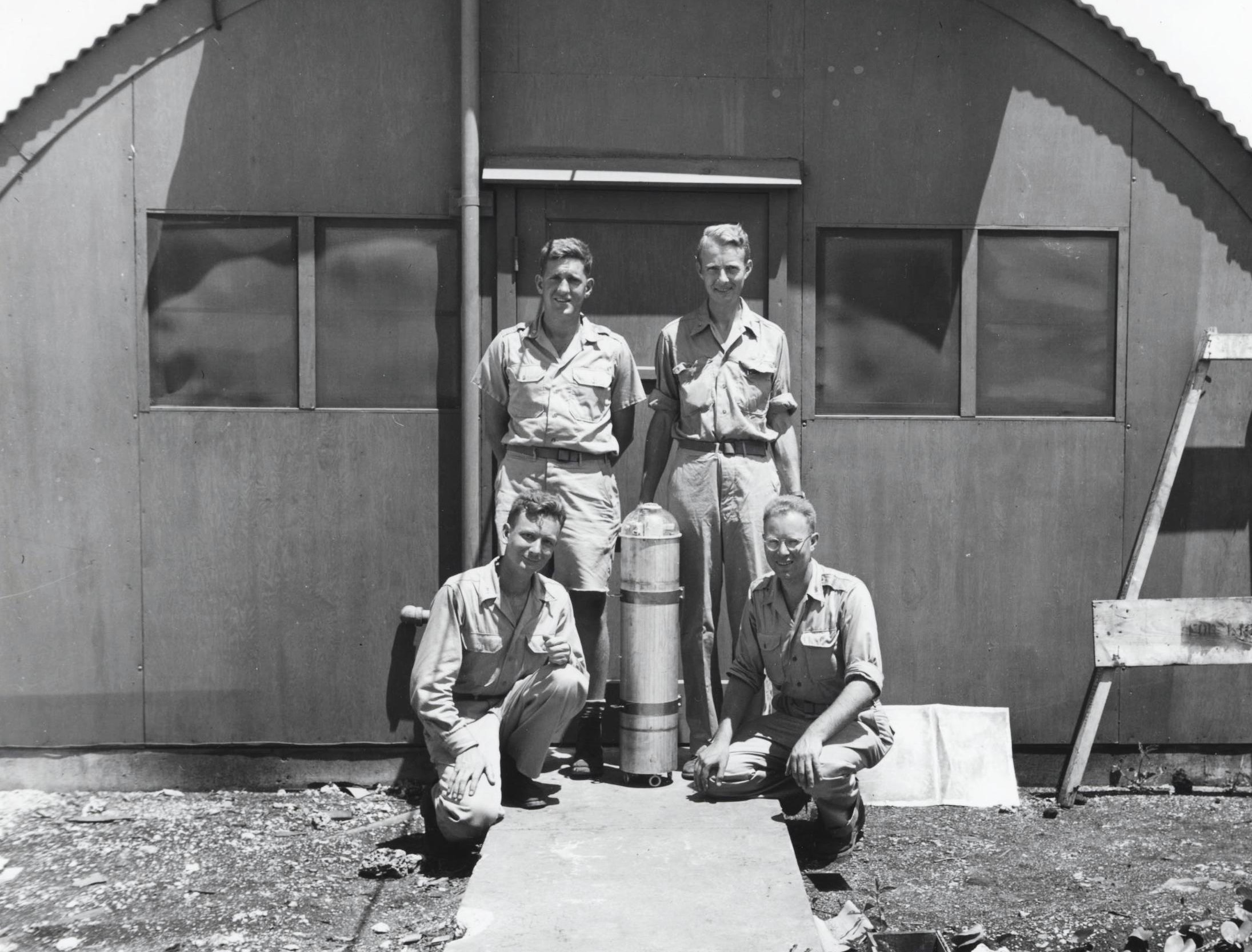
ラジオゾンデを囲んで。
立っている二人、左からハロルド・アグニュー、ルイス・アルヴァレズ。
座っている二人、左からローレンス・ジョンストン、バーナード・ワルドマン。

テニアン基地への帰りの機上で4才の息子ウォルター宛てに原爆投下についての手紙を書いた。後年、ウォルターはアメリカ合衆国の地質学者となった。
8月9日の長崎市への原子爆弾投下の際には、観測機B-29グレート・アーティストには搭乗しなかった。しかし、長崎市上空で観測のために投下したラジオゾンデ3個に、カリフォルニア大学の放射線研究所において同僚であり、当時の東京帝国大学教授嵯峨根遼吉に宛て、核兵器の威力についてよく理解する物理学者である嵯峨根が、日本国政府に降伏の働きかけをするように勧める手紙を同封した。
1980年、地質学者である息子のウォルターと白亜紀から第三紀の境界の粘土層に含まれるイリジウムの濃度が高いことを見出し、隕石衝突による大量絶滅の説を発表した。
その他宇宙線と放電箱によるピラミッドの透視や、ジョン・F・ケネディ暗殺事件についての見解など、広い範囲の分野に好奇心を示した。
1988年に癌のためバークレーで死去し、遺灰はモントレー湾に散骨された。

## 文学・芸術作品
2023年にアメリカ合衆国で公開された映画、『オッペンハイマー』（英語: Oppenheimer）では、ルイス・アルヴァレズをアレックス・ウルフ( Alex Wolff)が演じている。

## 著書
- Alvarez, Luis. W. (1989) (English). Alvarez: Adventures of A Physicist (Alfred P. Sloan Foundation Series ed.). Basic Books. ISBN 978-0465001163

## 受賞歴
- 1945年 - コリアー・トロフィー
- 1952年 - ジョン・スコット賞
- 1961年 - アルベルト・アインシュタイン賞
- 1963年 - アメリカ国家科学賞
- 1968年 - ノーベル物理学賞
- 1987年 - エンリコ・フェルミ賞